# Муллагуловский
Муллагуловский (баш. Муллағол) — упразднённый в 1974 году посёлок Первомайского сельсовета Мелеузовского района Башкирской АССР.

## Топоним
Название происходит от антропонима баш. Муллағол, другое название — баш. Хәсән (СТБ, С.180).
В том же районе существует деревня баш. Муллағол (Муллагулово, другое название — баш. Бүрәш (Буряш) (СТБ, С.180).

## География
Географическое положение
Расстояние до:
- районного центра (Мелеуз): 19 км,
- центра сельсовета (посёлок Центральной усадьбы Арслановского совхоза[2]): 15 км,
- ближайшей ж/д станции (Мелеуз): 19 км.

## История
На 1952 году посёлок не учтён в административно-территориальных данных (БАССР, 1952).
26.06.1974 г. были ликвидированы населенные пункты Мелеузовского района: Муллагуловский, д. Новый Верхотор, п. Нугушевский Первомайского с/с (Р-394, оп.14, д. 761, л.1-71), а также д. Березовка Зирганского с/с (Р-394, оп.14, д.761, л. 1-71) и д. Альмякеево Аптраковского с/с.

## Население
В посёлке на 1 января 1969 года проживало 53 человека, основная национальность — русские (БАССР, 1969; БАССР, 1972).